# Gran Premio motociclistico d'Olanda 1959
Il Gran Premio motociclistico d'Olanda fu il quarto appuntamento del motomondiale 1959.
Si svolse sabato 27 giugno 1959 sul circuito di Assen, ed erano in programma le gare dei sidecar e di tutte le classi in singolo ad eccezione della classe 350. In sostituzione della 350 classica venne disputata una gara di quella che veniva chiamata quell'anno Formula 1, aperta solo ai modelli con un minimo di 25 esemplari prodotti (cosa per cui le MV Agusta che erano dei prototipi non potevano partecipare), senza validità iridata, svoltasi sulla distanza di 20 giri e che venne vinta da Bob Brown su una Norton.
La 500 fu vinta da John Surtees al quarto successo consecutivo nei Paesi Bassi, mentre la 250 fu vinta da Tarquinio Provini (anche lui al terzo successo consecutivo) e la 125 da Carlo Ubbiali; tutti e tre i centauri erano equipaggiati da moto MV Agusta.
Tra le motocarrozzette si impose l'equipaggio composto da Florian Camathias e Hilmar Cecco su BMW.
Caso curioso fu che tutti i vincitori delle prove erano gli stessi che già si erano imposti l'anno precedente.

## Classe 500
Furono 24 i piloti alla partenza e ne vennero classificati solo 9 al termine della prova. Tra i ritirati Paddy Driver, Bob Anderson, Alfredo Milani, Ken Kavanagh, Derek Minter, Gary Hocking, e Tom Phillis.
Con il quarto successo consecutivo nella stagione John Surtees raggiunse già la certezza matematica dell'ottenimento del titolo iridato piloti.

### Arrivati al traguardo
| Pos. | Pilota             | Moto      | Tempo        | Punti |
| ---- | ------------------ | --------- | ------------ | ----- |
| 1    | John Surtees       | MV Agusta | 1h 31' 20" 2 | 8     |
| 2    | Bob Brown          | Norton    | +1' 52" 4    | 6     |
| 3    | Remo Venturi       | MV Agusta | +2' 52" 7    | 4     |
| 4    | Dickie Dale        | BMW       | +3' 16" 7    | 3     |
| 5    | Jim Redman         | Norton    | +1 giro      | 2     |
| 6    | Ron Miles          | Norton    | +1 giro      | 1     |
| 7    | Hans-Günther Jäger | BMW       | +2 giri      |       |
| 8    | Anton Elbersen     | BMW       | +3 giri      |       |
| 9    | Geoff Tanner       | Norton    | +4 giri      |       |

## Classe 250

### Arrivati al traguardo
| Pos. | Pilota            | Moto       | Tempo     | Punti |
| ---- | ----------------- | ---------- | --------- | ----- |
| 1    | Tarquinio Provini | MV Agusta  | 59' 47" 4 | 8     |
| 2    | Carlo Ubbiali     | MV Agusta  | +0" 1     | 6     |
| 3    | Derek Minter      | Morini     | +9" 9     | 4     |
| 4    | Mike Hailwood     | FB Mondial | +15" 0    | 3     |
| 5    | Horst Fügner      | MZ         | +1' 32" 8 | 2     |
| 6    | Ernst Degner      | MZ         | +1' 33" 2 | 1     |
| 7    | Luigi Taveri      | MZ         | +2' 32" 0 |       |
| 8    | Werner Musiol     | MZ         | +1 giro   |       |
| 9    | František Šťastný | Jawa       | +1 giro   |       |
| 10   | Horst Kassner     | NSU        | +1 giro   |       |
| 11   | Rudi Thalhammer   | NSU        | +1 giro   |       |
| 12   | Jiří Koštír       | ČZ         | +1 giro   |       |
| 13   | Karl J. Holthaus  | NSU        | +1 giro   |       |
| 14   | Arthur Wheeler    | Moto Guzzi | +1 giro   |       |
| 15   | Siegfried Lohmann | Adler      | +1 giro   |       |

## Classe 125

### Arrivati al traguardo
| Pos. | Pilota            | Moto       | Tempo     | Punti |
| ---- | ----------------- | ---------- | --------- | ----- |
| 1    | Carlo Ubbiali     | MV Agusta  | 52' 25" 2 | 8     |
| 2    | Bruno Spaggiari   | Ducati     | +1" 4     | 6     |
| 3    | Mike Hailwood     | Ducati     | +28" 1    | 4     |
| 4    | Horst Fügner      | MZ         | +1' 21" 0 | 3     |
| 5    | Derek Minter      | MZ         | +1' 24" 9 | 2     |
| 6    | Ken Kavanagh      | Ducati     | +3' 18" 6 | 1     |
| 7    | Alberto Pagani    | Ducati     | +1 giro   |       |
| 8    | Karl Kronmüller   | Ducati     | +1 giro   |       |
| 9    | Lennart Hedlund   | Ducati     | +1 giro   |       |
| 10   | Rolf Amfaldern    | FB Mondial | +1 giro   |       |
| 11   | Bill Webster      | MV Agusta  | +1 giro   |       |
| 12   | Tarquinio Provini | MV Agusta  | +2 giri   |       |
| 13   | Henk van Marle    | Ducati     | +2 giri   |       |

## Classe sidecar

### Arrivati al traguardo
| Pos. | Pilota             | Passeggero         | Moto   | Tempo     | Punti |
| ---- | ------------------ | ------------------ | ------ | --------- | ----- |
| 1    | Florian Camathias  | Hilmar Cecco       | BMW    | 53' 56" 2 | 8     |
| 2    | Peter 'Pip' Harris | Ray Campbell       | BMW    | +6" 9     | 6     |
| 3    | Helmut Fath        | Alfred Wohlgemuth  | BMW    | +1' 38" 1 | 4     |
| 4    | Edgar Strub        | Mick Woollett      | BMW    | +1' 38" 7 | 3     |
| 5    | Bill Boddice       | Bill Canning       | Norton | +1' 50" 6 | 2     |
| 6    | Loni Neußner       | Manfred Großbaier  | BMW    | +1 giro   | 1     |
| 7    | Lindsay Urquart    | Ray Foster         | Norton | +1 giro   |       |
| 8    | August Rohsiepe    | Arthur Gardyanczik | BMW    | +1 giro   |       |
| 9    | Peter Woollett     | George Loft        | Norton | +1 giro   |       |
| 10   | Bošco Šnajder      | Josip Radenic      | BMW    | +1 giro   |       |
| 11   | Harmen van der Wal | Jan van Gelder     | BMW    | +2 giri   |       |